# 東郷青児
東郷 青児（とうごう せいじ、1897年〈明治30年〉4月28日 - 1978年〈昭和53年〉4月25日）は、日本の洋画家。本名は東郷 鉄春。夢見るような甘い女性像が人気を博し、本や雑誌、包装紙などに多数使われ、昭和の美人画家として戦後一世を風靡した。派手なパフォーマンスで二科展の宣伝に尽力し、「二科会のドン」と呼ばれた。
独特のデフォルメを施され、柔らかな曲線と色調で描かれた女性像などが有名だが、通俗的過ぎるとの見方もある。後期には版画や彫刻も手掛けた。雑貨のデザインや本の装釘も数多い。
なお、彼の画風は弟子にあたる安食一雄に受け継がれている。ダンディで社交的であったことから女性スキャンダルも少なくなく、愛人のひとり、作家の宇野千代の『色ざんげ』は、東郷をモデルにしている。

## 年譜

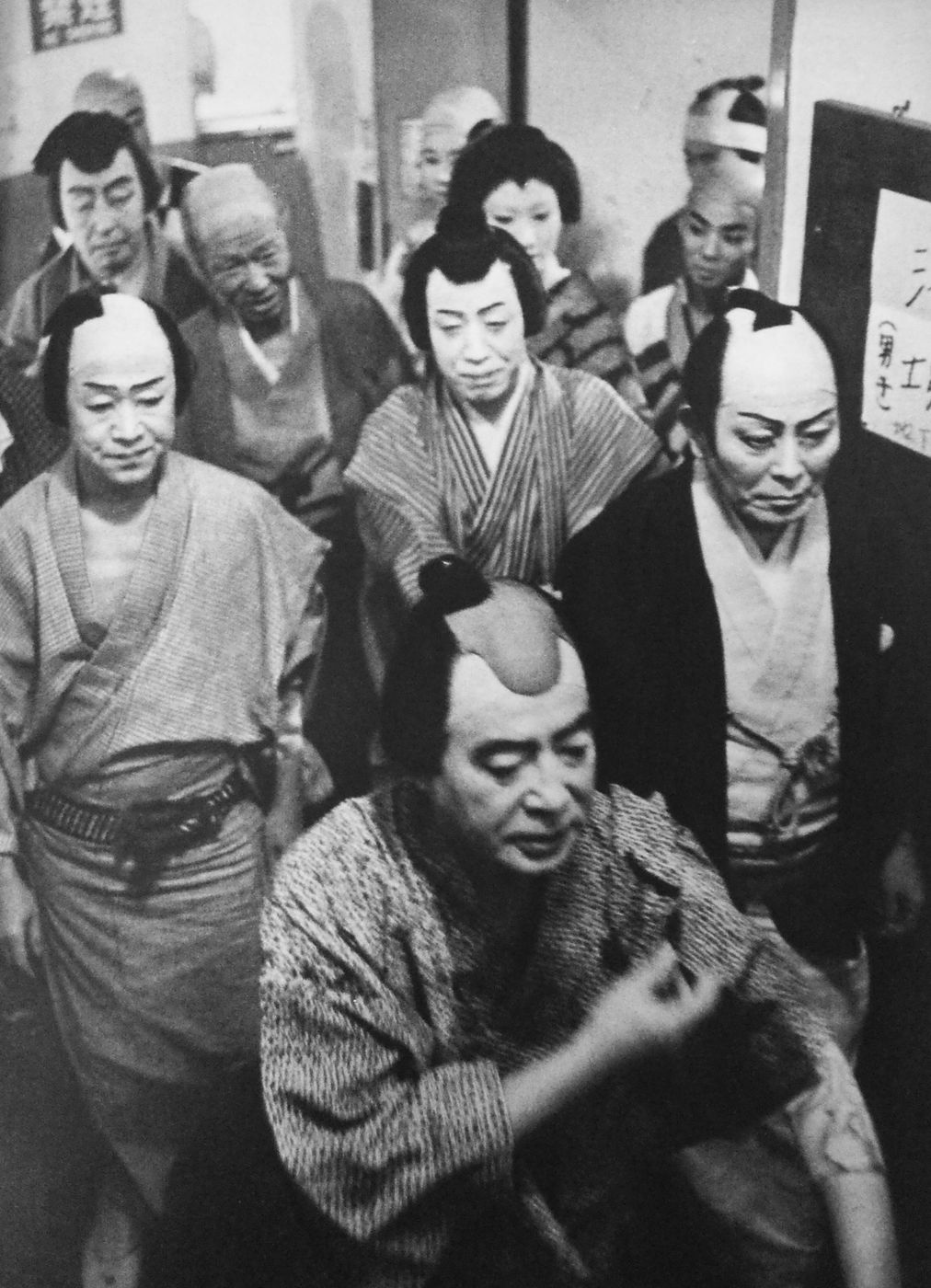
1959年文春歌舞伎『権三と助十』。先頭に今日出海。二列目左から、川口松太郎、生沢朗、東郷青児。三列目左から、宮田重雄、永井龍男、曽野綾子

- 1897年（明治30年） - 鹿児島県鹿児島市稲荷馬場町（現在の鹿児島市稲荷町）に生まれる[2]。届け出は母親の私生児として神戸で出されている。幼少時に一家は東京に転居。余丁町小学校では林武と同級。
- 1914年（大正3年） - 青山学院中等部を卒業。青児の名前の由来はここからきていると言われている[3]。このころ日本橋呉服町に竹久夢二が開いた「港屋絵草紙店」に出入りし、下絵描きなどを手伝う[4]。夢二の別居中の妻の岸たまきと懇ろとなり、たまきの家に宿泊中に夢二が現れ、野球バットを持って青児を追いかけ回すこともあった（青児がもとでのちに夢二とたまきは刃傷事件となる）[5]。
- 1915年（大正4年） - 山田耕筰の東京フィルハーモニー赤坂研究所の一室で制作。日比谷美術館で初個展[4]、この頃有島生馬を知り、以後師事。
- 1916年（大正5年） - 第3回二科展に初出品した『パラソルさせる女』により二科賞を受賞[4]。
- 1920年（大正9年） - 永野明代（はるよ）と結婚。
- 1921年（大正10年）から1928年（昭和3年）までフランスに留学。国立高等美術学校に学ぶ。この頃の作品には、ピカソらの影響が見られる。長男の志馬誕生。明代と志馬帰国。
- 1924年（大正13年） - ギャラリー・ラファイエット百貨店のニース支店とパリ本店で装飾美術のデザイナーとして働く[6][7]。
- 1928年（昭和3年） - 帰国。第15回二科展に留学中に描いた作品23点を出品、第1回昭和洋画奨励賞を受賞[4]。西崎盈子（みつこ）を知り、初対面で結婚を申し込み、恋仲となるも盈子の親の反対で一度別れる。中村修子と懇ろとなり結婚を約す一方、盈子とも関係を復活させる。
- 1929年（昭和4年） - 既婚のまま2月に中村修子と結婚披露宴を挙げる[8]。3月に愛人の西崎盈子とメスで頸動脈を切り、ガス自殺をはかったが、救出される[9]。事件後、心中の取材に来た宇野千代と同棲を始める[9]。宇野の『色ざんげ』は東郷をモデルにした主人公が自らの情死未遂事件を語るというもので、のちに東郷は「この作品は最後の一行まで僕の話したことだ」と語っている[10]。宇野と新居を建て、志馬を引き取り、明代が志馬を訪ねても会わせなかった。
- 1930年（昭和5年） - ジャン・コクトーの『怖るべき子供たち』を翻訳、白水社より刊行。
- 1931年（昭和6年） - 二科会入会[4]。
- 1933年（昭和8年） - 情死未遂事件の相手、みつ子と関係復活し、宇野千代と別れ、妻の明代とも離婚成立。みつ子と同棲。
- 1934年（昭和9年） - 前年から行われていた文壇名士らを中心とした麻雀賭博の捜査の手が及び、警視庁に検挙される[11]。
- 1938年（昭和13年） - 二科会に「九室会」が結成され、藤田嗣治と共に顧問になる。
- 1939年（昭和14年） - みつ子の妊娠がわかり、入籍。
- 1940年（昭和15年） - みつ子との間に長女、東郷たまみ(のちに水谷八重子、朝丘雪路とトリオを組んで歌手デビューし、その後画家になり[12]、二科会会長も務める)誕生。
- 1951年（昭和26年） - 歌舞伎座用の緞帳を制作[13]。
- 1957年（昭和32年） - 岡本太郎と共に日活映画『誘惑』に特別出演（西郷赤児役）。日本芸術院賞受賞。
- 1960年（昭和35年） - 日本芸術院会員[4]。
- 1961年（昭和36年） - 二科会会長に就任。
- 1969年（昭和44年） - フランス政府より芸術文化勲章オフィシエを授与される[4]。
- 1970年（昭和45年） - 勲三等旭日中綬章受章。
- 1976年（昭和51年） - 勲二等旭日重光章受章[4]。東京・西新宿に東郷青児美術館（現在のSOMPO美術館）が開設[4]。
- 1978年（昭和53年） - 4月25日、第62回二科展（熊本県立美術館）出席のため訪れていた熊本市にて、急性心不全のため死去。没後、正四位、文化功労者追贈。
- 1980年（昭和55年） - 妻みつ子没。
- 1983年（昭和58年） - 娘・たまみが艶福家であった父の性愛日記を公開[14]。同年、読売新聞の東郷番記者だった田中穣も伝記を出版し、夢二の妻たまきとの関係や二科会での帝王ぶりなどに触れた。

## 家族

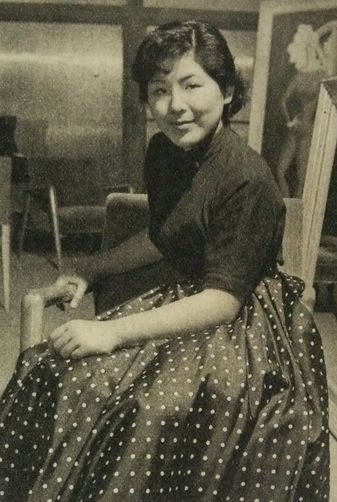
娘の東郷たまみ（1954年）

- 父・勘造 - 上天草市維和島出身。石本鉄造の五男[15]。軍人[16]。東郷家の入夫[17]。
- 母・はる - 薩摩藩の航海術指南・河野一郎右衛門の娘[17][15]。東郷実文の妻となり（実文は、薩摩藩第一次英国留学生ののち戊辰戦争で没した東郷愛之進の弟と言われる)、実文との間に三女を儲けるも実文が死去、私生児として光江と鉄春（青児）を生み、勘造を婿養子としたのち、鉄春を摘出子として、光江を養子として入籍[15]。
- 兄弟 - 異父姉に、今、亭、若。姉に光江、弟に真治がいる。青木元一郎という実兄がいたとも言われる[16]。
- 妻・永野明代（1899年生） - 永野家は西宮に田畑や山林を多くもつ名代の資産家で、父親の寿造は東京帝国大学医学部で学び、大阪高麗橋で永野眼科医院を開業[18][19]。梅華女学校出身。1920年に青児と結婚し、身重で渡仏し、パリで長男・志馬を儲ける。窮乏生活から青児を残し子とともに1年半で帰国し、ダンサーやバーの女給をして家計を支えた[18]。5年の別居を経て青児が帰国、離婚協議中に青児が中村修子と重婚、西崎盈子と心中未遂、宇野千代と同棲。1933年に離婚し、その後小森某と再婚した[20]。弟の永野芳光も姉夫婦とパリに滞在し、画家となる。
- 妻・中村修子（1909年生） - 帝国総合電球取締役などを務めた実業家・中村幹治の娘[21]。先妻明代と婚姻のまま重婚。新居で青児が西崎盈子と心中未遂を起こしたため、修子は実家に連れ戻された。その後外国人医師と結婚[22]。
- 妻・西崎盈子（1909-1980） - 海軍少将・西崎勝之の娘[23]。お茶の水高等女学校から日本女子大の家政科出身[24]。父の西崎勝之は海軍兵学校21期出身で、海軍の派遣学生として東京帝大で物理を専攻し、米国にも留学したエリート軍人で、盈子の心中未遂は少将令嬢の情死事件として新聞で騒がれた[24]。フランスから帰国した青児と恋愛関係となり、一度は親の反対で別れたが、隠れて逢瀬を重ね、青児と修子の新居で心中事件を起こす[24]。事件後、青児と宇野千代の同棲を知り、北条千吉（長唄の杵屋千代の孫）と1931年に結婚し、一女を儲けたが、青児と再会し同棲。娘を北条に取られ、1936年に北条と離婚成立、1939年に青児と入籍し、翌年長女・たまみを儲ける。たまみによると、その後も青児の浮気は続き、晩年は夫婦の対話もなくなっていたという。[22][20]
- 内妻・宇野千代 - 心中事件の1か月後の1929年から1933年まで同棲。新居としてモダンな洋館を現在の世田谷区に新築して暮らしていたが、青児と盈子の関係が復活したことを知り別れる。[22][20]
- 長男・東郷志馬 - 日本スポーツマンクラブ代表取締役[20]。少年期は青児と宇野千代と同居。1941年に海軍に入り、復員後は実母の明代と暮らした。[20]
- 長女・東郷たまみ

## 著書
- 『半未亡人』新太陽社 1948年
- 『ロマンス・シート』出版東京 1952年
- 『恋愛散歩』鱒書房 1955年
- 『いろざんげ』河出書房 1956年
- 『新男女百景』東西文明社 1958年
- 『私の奇妙な友人たち』山王書房 1967年
- 『東郷青児―他言無用』日本図書センター 1999年（73年刊「他言無用」の改題）

## 画集・評論等
- 『画集 東郷青児』 毎日新聞社、1971年
- 『美術特集 東郷青児』 アサヒグラフ別冊 1977春、朝日新聞社、1977年
- 田中穣著『心淋しき巨人 東郷青児』新潮社 1983年
- 『生誕100年記念 東郷青児展 図録』 産経新聞社、1998年
- 中島啓子編 『東郷青児作品集』 損保ジャパン東郷青児美術館、2003年
- 野崎泉編 『東郷青児 蒼の詩 永遠の乙女たち』 河出書房新社、2009年、ISBN 9784309727660

## 翻訳
- モーリス・デコブラ（フランス語版）『恋愛株式会社』白水社、1931年
- ジャン・コクトー『恐るべき子供たち』角川書店〈角川文庫〉1953年、1992年、電子書籍 2020年

## 演じた俳優
- 生きて行く私(1984年4月4日 - 6月27日 毎日放送)東郷青児役:津川雅彦。
- 衝撃!女たちは目撃者 歴史サスペンス劇場〜誰も真似できない女のスゴイ生き方SP! (2009年8月18日 日本テレビ) 内の宇野千代編に登場。東郷青児役:鈴木一真。宇野千代役は北川弘美。
- TAROの塔(2011年3月12日 NHK土曜ドラマ)東郷青児役:中尾彬。
- 夢千鳥（2021年宝塚バウホール宙組公演・東郷青児役：亜音有星）